# 小伊薩爾河
48°33′29″N 12°10′53″E / 48.558023°N 12.18137°E

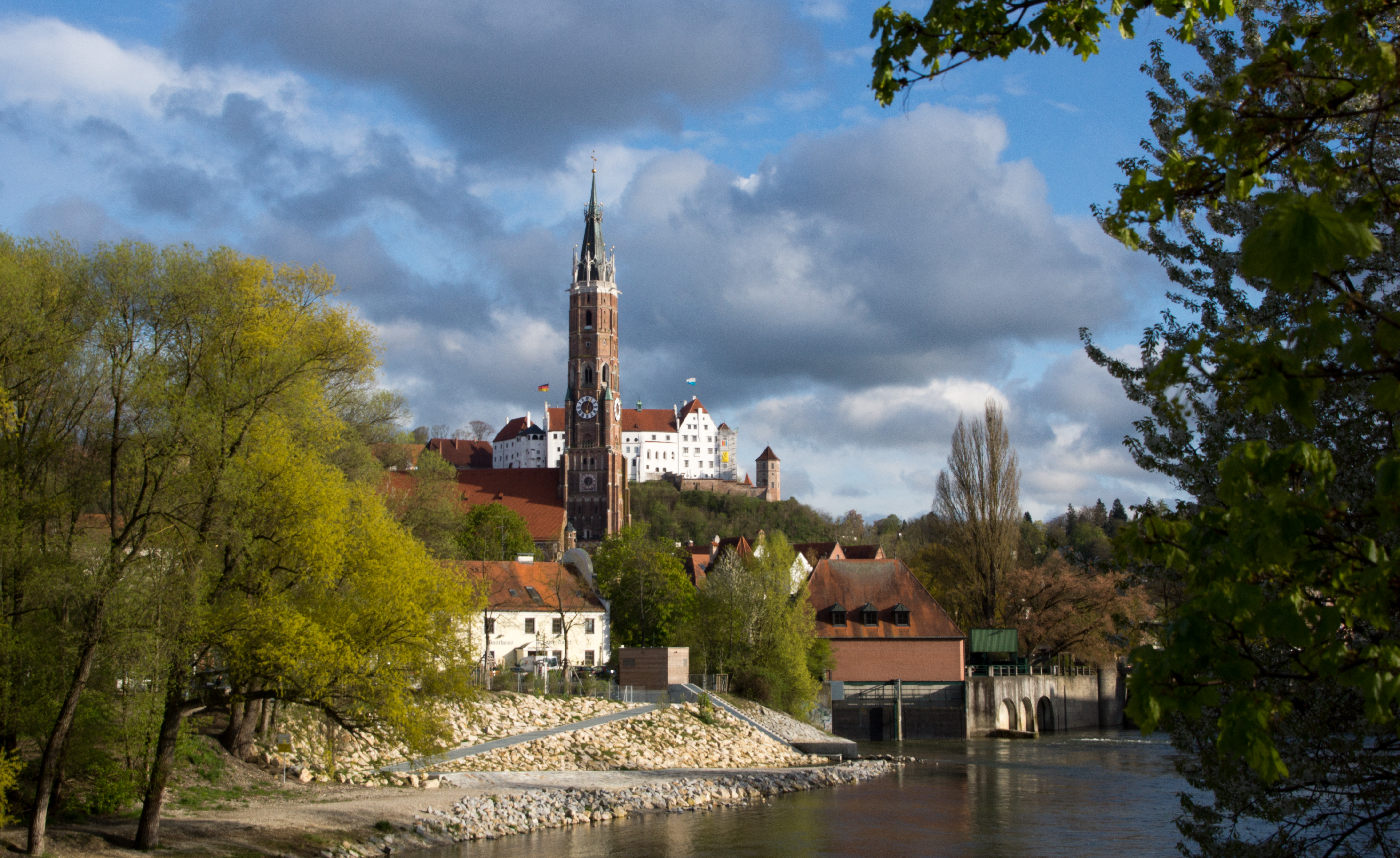
小伊薩爾河

小伊薩爾河（德語：Kleine Isar），是德國的河流，位於該國東南部，由巴伐利亞負責管轄，屬於伊薩爾河的左支流，處於蘭茨胡特，河道全長3.6公里，流域面積200平方公里。